# Color (manga)
Pour les articles homonymes, voir Color.
Color est un manga yaoi de Eiki Eiki et Taishi Zaō. Cette courte série a été prépubliée dans le magazine Dear+ Comics puis publié le février 1999, éditée par Shinshokan.
Sa version française est éditée chez Asuka, dans la collection Boy's Love, publiée le 28 février 2008.

## Résumé
Takashiro Tsuda est en dernière année de collège lorsqu'il expose sa toile dans la galerie de son ami Tono. À la surprise de Takashiro, une autre personne, Sakae Fujiwara, a aussi intitulé sa toile "Color", utilisant des couleurs qui parlent à son âme. Takashiro tombe immédiatement amoureux de Sakae Fujiwara sans l'avoir rencontrée en personne, et fait part à Tono son vœu d'en savoir plus sur elle. Tono lui donne un indice: Sakae Fujiwara passe le concours pour rentrer dans un lycée proposant une option art à Tokyo. Après avoir réussi le concours d'entrée au lycée en question, Takashiro emménage à Tokyo et découvre enfin la véritable identité de Sakae Fujiwara lors de l'appel le jour de la rentrée: il s'agit d'un beau jeune homme de sa classe !